# Перепись населения США (1820)
Перепись населения США 1820 года была четвертой по счету переписью населения, проводимой на территории США. Она была проведена 7 августа 1820 года. Численность населения по итогам переписи была определена в 9 638 453 человек, из которых 1 538 022 были рабами.

## Список вопросов
Вопросов стало значительно больше по сравнению с предыдущей переписью. В бланке переписи они шли столбцами друг за другом слева направо:
1. Имя главы семейства
2. Число свободных белых мужчин младше 10 лет
3. Число свободных белых мужчин в возрасте от 10 до 16 лет
4. Число свободных белых мужчин в возрасте от 16 до 18 лет
5. Число свободных белых мужчин в возрасте от 18 до 26 лет
6. Число свободных белых мужчин в возрасте от 26 до 45 лет
7. Число свободных белых мужчин старше 45 лет
8. Число свободных белых женщин младше 10 лет
9. Число свободных белых женщин в возрасте от 10 до 16 лет
10. Число свободных белых женщин в возрасте от 16 до 26 лет
11. Число свободных белых женщин в возрасте от 26 до 45 лет
12. Число свободных белых женщин старше 45 лет
13. Число не натурализованных иностранцев
14. Число лиц, занятых в сельском хозяйстве
15. Число лиц, занятых в сфере торговли
16. Число лиц, занятых в производстве
17. Число рабов мужского пола младше 14 лет
18. Число рабов мужского пола в возрасте от 14 до 26 лет
19. Число рабов мужского пола в возрасте от 26 до 45 лет
20. Число рабов мужского пола старше 45 лет
21. Число рабов женского пола младше 14 лет
22. Число рабов женского пола в возрасте от 14 до 26 лет
23. Число рабов женского пола в возрасте от 26 до 45 лет
24. Число рабов женского пола старше 45 лет
25. Число свободных черных мужчин младше 14 лет
26. Число свободных черных мужчин в возрасте от 14 до 26 лет
27. Число свободных черных мужчин в возрасте от 26 до 45 лет
28. Число свободных черных мужчин старше 45 лет
29. Число свободных черных женщин младше 14 лет
30. Число свободных черных женщин в возрасте от 14 до 26 лет
31. Число свободных черных женщин в возрасте от 26 до 45 лет
32. Число свободных черных женщин старше 45 лет
33. Число остальных людей, за исключением не облагаемых налогом индейцев

## Результаты переписи
|    | Город           | Штат                       | Население |
| -- | --------------- | -------------------------- | --------- |
| 1  | Нью-Йорк        | Нью-Йорк                   | 152 056   |
| 2  | Филадельфия     | Пенсильвания               | 63 802    |
| 3  | Балтимор        | Мэриленд                   | 62 738    |
| 4  | Бостон          | Массачусетс                | 43 298    |
| 5  | Новый Орлеан    | Луизиана                   | 27 176    |
| 6  | Чарльстон       | Южная Каролина             | 24 780    |
| 7  | Нортен-Либертиз | Пенсильвания               | 19 678    |
| 8  | Саутворк        | Пенсильвания               | 14 713    |
| 9  | Вашингтон       | Вашингтон (округ Колумбия) | 13 247    |
| 10 | Сейлем          | Массачусетс                | 12 731    |

## Недостатки
Составленные для переписи населения вопросы имели ряд существенных недостатков. К примеру, восемнадцатилетнего свободного белого мужчину можно было записать и в графу «число свободных белых мужчин в возрасте от 16 до 18 лет», и в графу «число свободных белых мужчин в возрасте от 18 до 26 лет», а если в семье числился не натурализованный иностранец, занятый в сельском хозяйстве, то он тоже попадал в две графы: «число не натурализованных иностранцев» и «число лиц, занятых в сельском хозяйстве». Это зачастую приводило к подсчету некоторых людей по два или более раз.
Также переписчикам было сказано вписывать профессиональный статус только в один столбец. Если человек был занят и в производстве, и в сфере торговли, то переписчик все равно должен был выбрать только один параметр.